# Circus Days

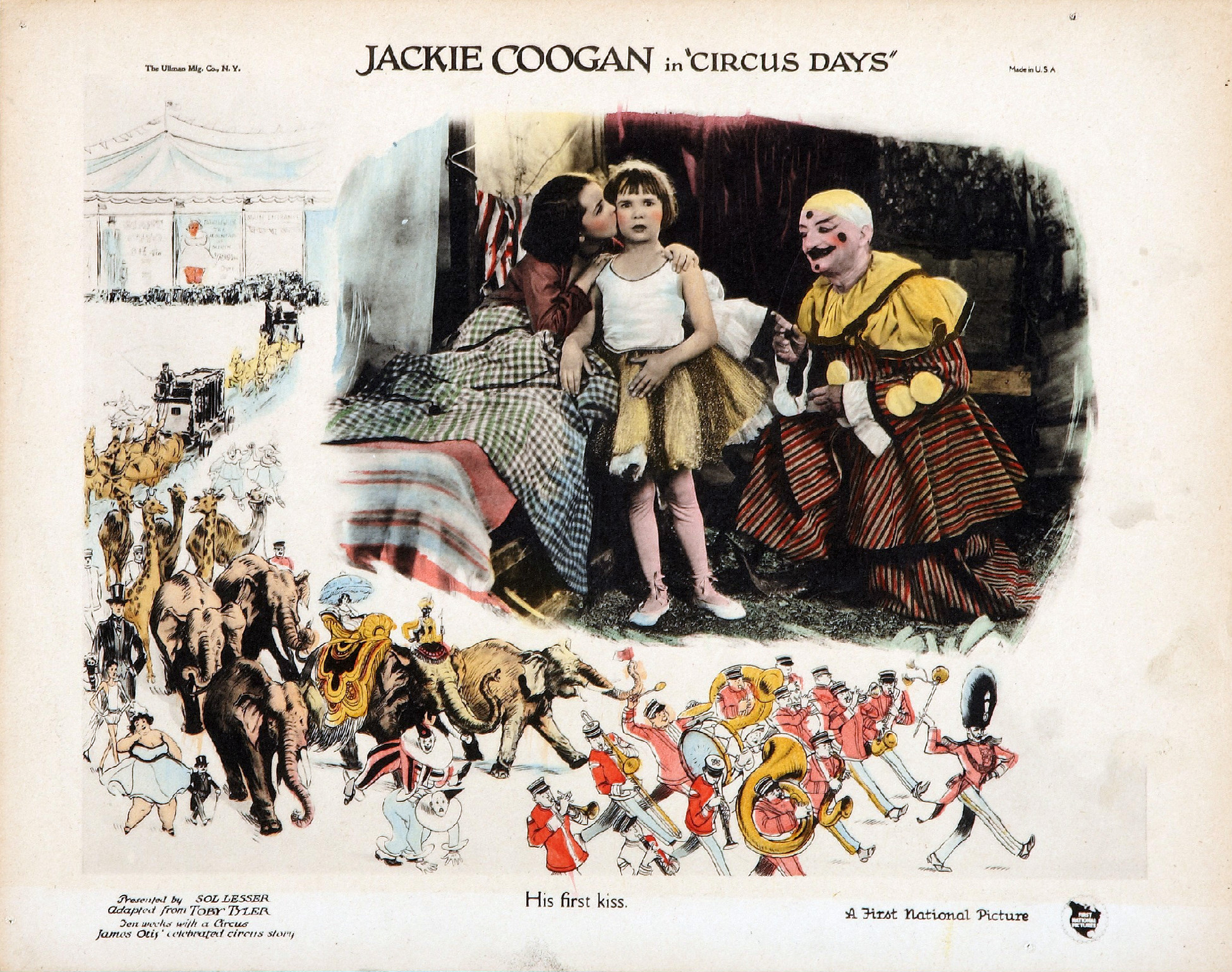
Postal de propaganda de la pel·lícula

Circus Days és una pel·lícula muda dirigida per Edward F. Cline i protagonitzada per Jackie Coogan. La pel·lícula, basada en la novel·la de James Otis “Toby Tyler” (1881), es va estrenar el 30 de juliol de 1923. Durant anys es va considerar una pel·lícula perduda fins que el govern rus va regalar el 2010 un conjunt de pel·lícules mudes americanes digitalitzades que es consideraven perdudes entre les que es trobava aquesta.

## Argument
Toby Tyler és un noi orfe que ha quedat a càrrec de la germana de la seva mare. El marit d'aquesta, Eben Holt, el maltracta constantment. Un dia, tement la pallissa que Eben li pot donar fuig corrents i es troba amb la desfilada d'un circ que arriba al poble. Allí aconsegueix que el contractin com a venedor de llimonada i coses de menjar. Poc a poc fa amistat amb diversos personatges. Quan la petita amazona es posa malalta, Toby la salva de ser acomiadada disfressant-se amb un vestit i una perruca per prendre el seu lloc. Després d'una sèrie d'aventures similars, es reconeix el seu talent i Toby es converteix en el pallasso estrella.

## Repartiment
- Jackie Coogan (Toby Tyler)
- Barbara Tennant (Ann Tyler)
- Russell Simpson (Eben Holt)
- Claire McDowell (Martha)
- Cesare Gravina (Luigi, el pallasso)
- Peaches Jackson (Jeannette)
- Sam De Grasse (Mr. Lord)
- DeWitt Jennings (Mr. Daly)
- Nellie Lane (la dona més grassa del món)
- William Barlow (l'home més prim del món)